# Clayton (Alabama)
Clayton és una població dels Estats Units a l'estat d'Alabama. Segons el cens del 2000 tenia 1.475 habitants.

## Demografia
Segons el cens del 2000, Clayton tenia 1.475 habitants, 593 habitatges, i 393 famílies. La densitat de població era de 104,5 habitants/km².
Dels 593 habitatges en un 30,9% hi vivien nens de menys de 18 anys, en un 36,1% hi vivien parelles casades, en un 27,2% dones solteres, i en un 33,6% no eren unitats familiars. En el 31,5% dels habitatges hi vivien persones soles el 16,4% de les quals corresponia a persones de 65 anys o més que vivien soles. El nombre mitjà de persones vivint en cada habitatge era de 2,37 i el nombre mitjà de persones que vivien en cada família era de 2,95.
Per edats la població es repartia de la següent manera: un 26% tenia menys de 18 anys, un 8,8% entre 18 i 24, un 26,2% entre 25 i 44, un 22,4% de 45 a 60 i un 16,5% 65 anys o més.
L'edat mediana era de 36 anys. Per cada 100 dones hi havia 86,2 homes. Per cada 100 dones de 18 o més anys hi havia 83,4 homes.
La renda mediana per habitatge era de 18.750 $ i la renda mediana per família de 25.750 $. Els homes tenien una renda mediana de 29.583 $ mentre que les dones 20.417 $. La renda per capita de la població era d'11.791 $. Aproximadament el 29,3% de les famílies i el 31,8% de la població estaven per davall del llindar de pobresa.

## Poblacions més properes
El següent diagrama mostra les poblacions més properes.